# San Marco-platform
Het San Marco-platform was een lanceerbasis op basis van een hefplatform dat werd ontwikkeld in een samenwerking tussen het Centro Ricerche Aerospaziali van de Universiteit La Sapienza te Rome en NASA om te dienen als lanceerinrichting voor Italiaanse ruimtevaartuigen. Het was een voormalig olieplatform dat geplaatst was ten noorden van Ras Ngomeni aan de kust van Kenia. Daar bevond het zich dicht bij de evenaar waar de snelheid van de aardrotatie het hoogst is, wat de raket extra snelheid meegeeft. Lanceringen vanaf het platform werden bestuurd vanaf Santa Rita, een tweede platform ten zuidoosten van San Marco. Dit was eerder de jackup Scarabeo van Saipem.

## Ontstaan
Het Italiaanse ruimtevaartprogramma werd begonnen in 1959 met de oprichting van het CRA aan de universiteit van Rome. Drie jaar later, op 7 september 1962, tekende de universiteit een memorandum van overeenstemming om samen te werken in een ruimtevaartprogramma dat naar Marcus genoemd werd. Het Italiaanse team, getraind door NASA, zou eerst onder supervisie van NASA een raket lanceren vanaf Wallops Island. De eerste lancering vond plaats op 16 december 1964.

## Programma
De bedoeling van het San Marco-project was om wetenschappelijke satellieten te lanceren met Scout-raketten. Het zou bestaan uit twee voormalige olieplatforms en twee ondersteuningsschepen dicht bij de stad Malindi.
Het programma bestond uit drie fases:
- suborbitale lancering vanaf Wallops Island en het equatoriale platform
- orbitale lancering van een experimentele satelliet vanaf Wallops Island
- orbitale lanceringen vanaf het equatoriale platform

Het lanceerplatform was in gebruik van maart 1964 tot maart 1988, met 27 lanceringen, voornamelijk sondeerraketten, waaronder voornamelijk de Nike Apache, Nike Tomahawk, Arcas en Black Brant. Er werden ook kleine payloads in orbitale banen gebracht met de vastebrandstofraket Scout (in de B, D en G-subvarianten). De eerste satelliet die zich specifiek richtte op röntgenastronomie, de Uhuru, werd gelanceerd vanaf San Marco op een Scout B-raket op 12 december 1970.
Het grondsegment is nog in gebruik en volgt NASA, ESA en Italiaanse satellieten, onder meer in het verleden de Italiaans-Nederlandse satelliet BeppoSax. De platforms werden in de jaren negentig buiten gebruik gesteld.